# Elasmogorgia ramosa
Elasmogorgia ramosa is een zachte koraalsoort uit de familie Plexauridae. De koraalsoort komt uit het geslacht Elasmogorgia. Elasmogorgia ramosa werd in 1912 voor het eerst wetenschappelijk beschreven door Nutting. 